# ويس ستوك
ويس ستوك (بالإنجليزية: Wes Stock)‏ هو لاعب كرة قاعدة أمريكي، ولد في 10 أبريل 1934 في لونغفيو في الولايات المتحدة.

## وصلات خارجية
- ويس ستوك على موقعبيزبول رفرنس.كوم (الدوري الرئيسي) (الإنجليزية)
- ويس ستوك على موقعبيزبول رفرنس.كوم (الدوري الثانوي) (الإنجليزية)